# Поляна (Вологодская область)
Поляна — деревня в Шекснинском районе Вологодской области.
Входит в состав сельского поселения Сиземского, с точки зрения административно-территориального деления — в Сиземский сельсовет.
Расстояние до районного центра Шексны по автодороге — 33,8 км, до центра муниципального образования Чаромского по прямой — 8 км. Ближайшие населённые пункты — Малый Овинец, Романниково, Уварово, Марьино, Сизьма.
По переписи 2002 года население — 16 человек.